# 睫狀神經節
睫狀神經節是一個副交感神經節 ，位於眼眶當中的視神經與外直肌之間，而外直肌與鼻睫狀神經 (三叉神經在眼睛的一條分支 )交錯在一起。睫狀神經節同時位在負責瞳孔的收縮與膨脹與接收角膜的感知的神經通路上。